# Videspinnare
Videspinnare (Leucoma salicis) är en fjärilsart som beskrevs av Carl von Linné 1758. Videspinnare ingår i släktet Leucoma och familjen tofsspinnare. Arten är reproducerande i Sverige. Inga underarter finns listade i Catalogue of Life.

## Bildgalleri

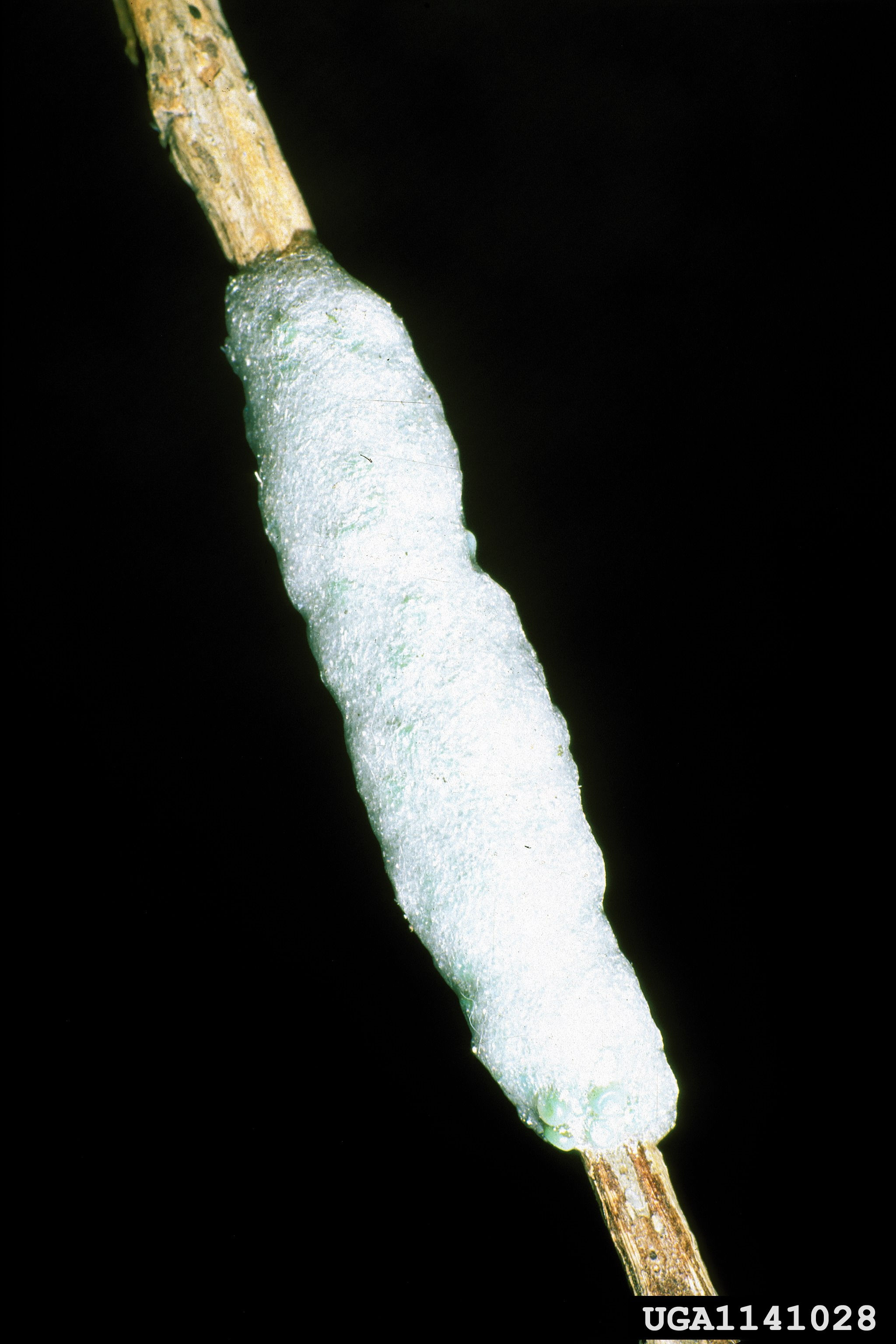
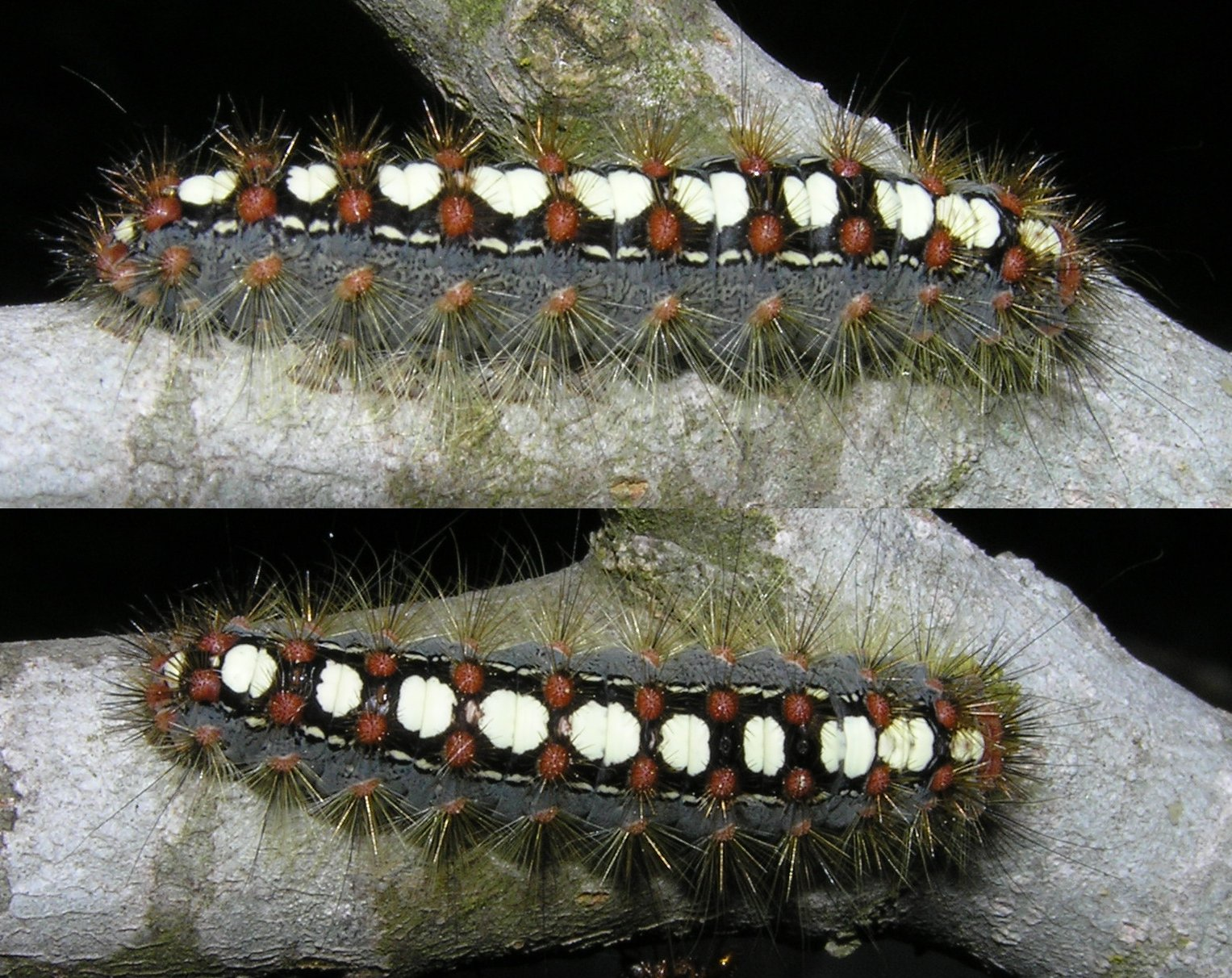

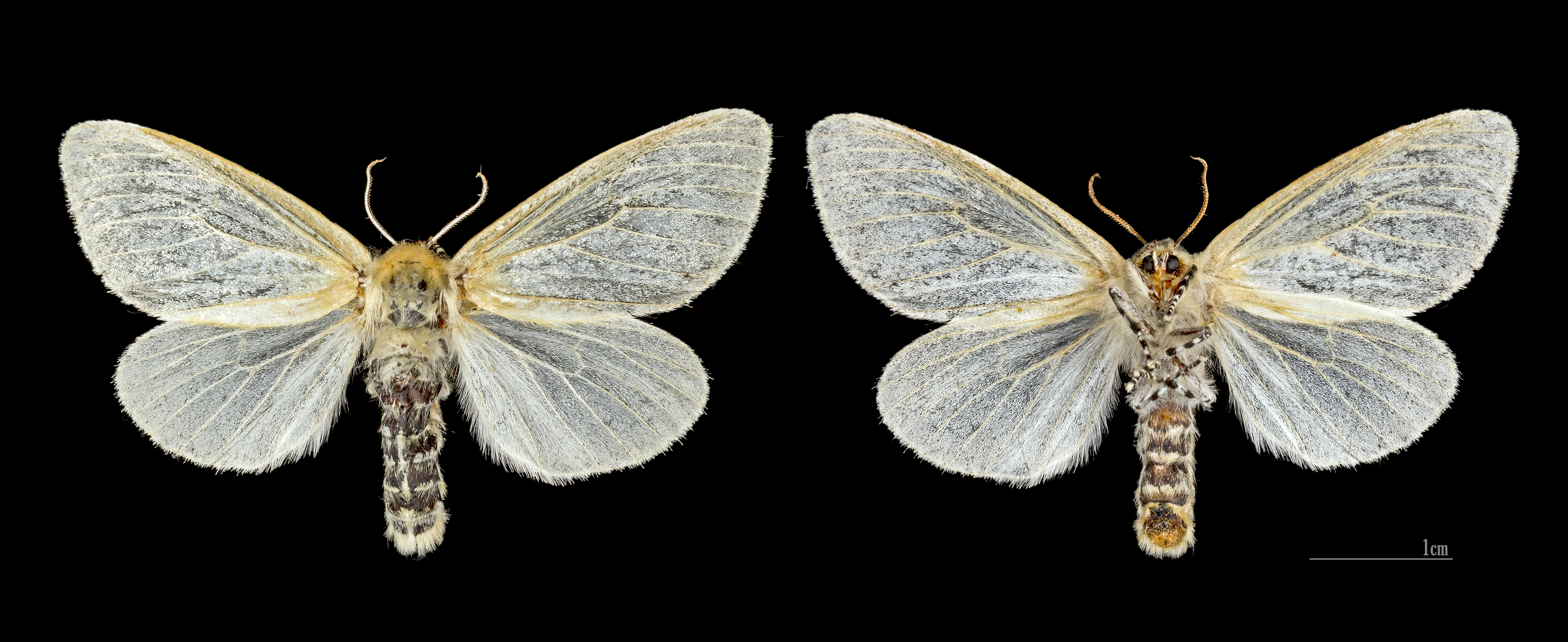
♀
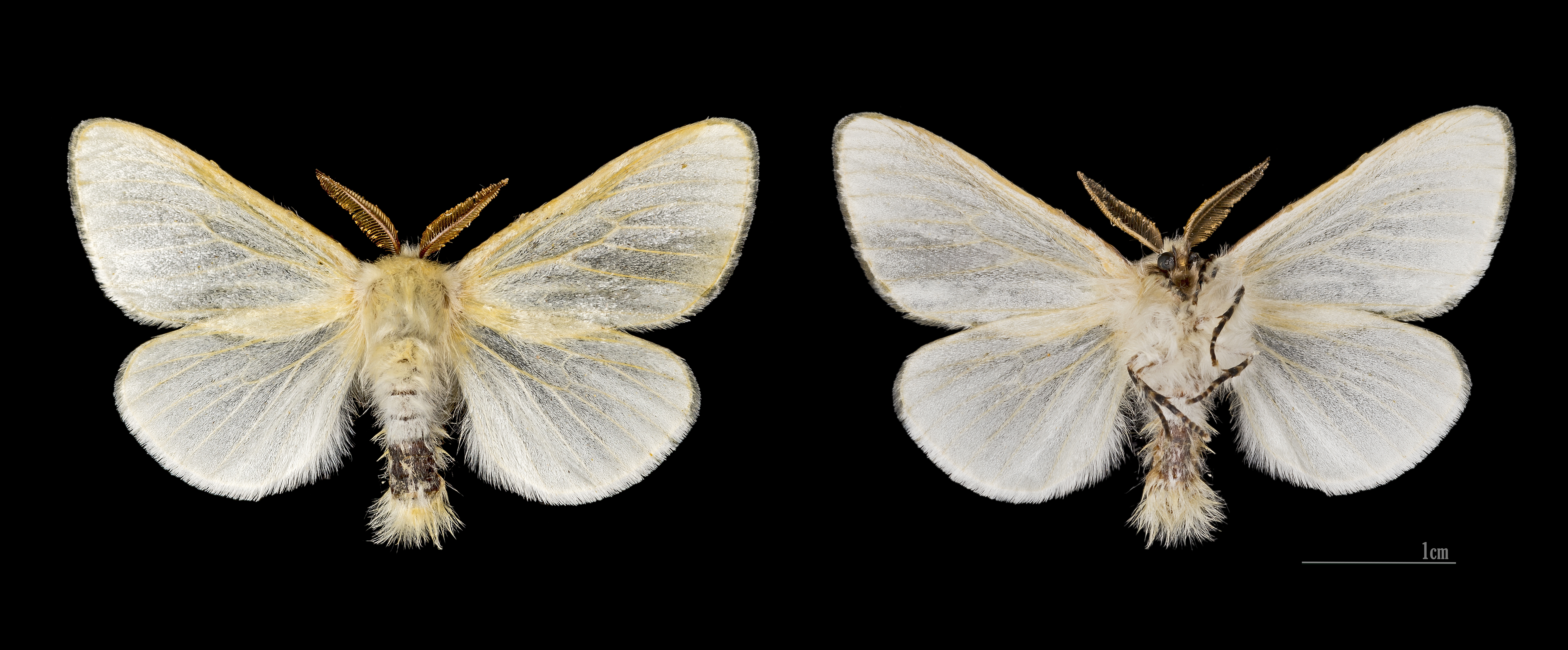
♂